# Grand Yoff
Grand Yoff ist einer der 19 Stadtbezirke der Metropole Ville de Dakar, der Hauptstadt Senegals mit dem Status einer Gemeinde (commune). Der Name ist abgeleitet von dem benachbarten traditionsreichen Fischerdorf Yoff.

## Geografie
Grand Yoff liegt als annähernd rechteckig begrenzter Stadtbezirk im nördlichen Landesinneren der Cap-Vert-Halbinsel. Die Ost-West-Ausdehnung beträgt rund dreieinhalb Kilometer, die Süd-Nord-Ausdehnung liegt bei rund zwei Kilometer. 
An allen vier Seiten ist Grand Yoff von wichtigen Magistralen des Stadtverkehrs von Dakar begrenzt. Im Süden grenzt er an die Avenue du Roi Fahd Ben Abdel Aziz, die auch bekannt war als Route du Front de Terre. Letzterer Name stellt einen Bezug zu dem Umstand her, dass diese Straße städteplanerisch den Nordrand einer umfangreichen Stadterweiterung bilden sollte. Es blieb jedoch nicht aus, dass bald weitere große Stadtviertel weiter nördlich entstanden, und Grand Yoff war der erste von diesen, die nun bis zur Nordküste der Cap-Vert-Halbinsel reichen.
Im Westen bildet die vierstreifige Schnellstraße Voie de Dégagement Nord (VDN) die Grenze. Im Norden reicht Grand Yoff bis zur Avenue Seydina Limamoulaye, früher als route de l’aéroport bekannt, da sie zum früheren Flughafen Dakar-Léopold Sédar Senghor führte. Im Osten folgt die Grenze der Autoroute 1. Benachbart sind im Uhrzeigersinn die Stadtbezirke Yoff im Westen, Patte d’Oie Im Norden, Hann-Bel Air im Osten sowie im Süden HLM, Dieuppeul-Derklé, Sicap-Liberté und Ouakam.
Grand Yoff gliedert sich in Stadtteile mit so klingenden Namen wie Sud-Foire, Cité millionaire, Arafat, Cité Sonatel, Cité rose, aber auch Leona, Khar Yalla und das Militärgelände Camp Leclerc.
Der Stadtbezirk hat eine Fläche von 6,241 km². Er ist fast vollständig bebaut und dicht besiedelt.

## Geschichte
Im Jahr 1996 wurde Grand Yoff als commune d’arrondissement im Arrondissement de Dakar Plateau zu einem Stadtbezirk der Metropole Ville de Dakar. Im Jahr 2014 erhielt der Stadtbezirk, wie in Senegal alle communes d'arrondissement, den landesweit einheitlichen Status einer Gemeinde (commune).

## Bevölkerung
Die letzten Volkszählungen ergaben für den Stadtbezirk jeweils folgende Einwohnerzahlen:
| Jahr | Einwohner |
| ---- | --------- |
| 1988 | …         |
| 2002 | 128.740   |
| 2013 | 185.503   |
| 2023 | 186.775   |

## Wirtschaft
Im Nordosten von Grand Yoff liegt das Stadtviertel CICES. In seiner Mitte liegt das Centre International du Commerce Extérieur du Sénégal - CICES (Internationales Außenhandelszenrum) mit dem Messegelände Foire de Dakar, das auf rund 20 Hektar eine Reihe von Ausstellungshallen und Freiflächen sowie ein Kongresszentrum umfasst.